# Frutos de la educación
Frutos de la educación es una comedia del escritor peruano Felipe Pardo y Aliaga, estrenada en Lima, en 1830. Es una sátira contra las costumbres que el autor juzga inmorales y anticuadas, así como una crítica a la deficiente educación de los jóvenes de su época.

## Estreno
La comedia, en tres actos y en verso, fue estrenada en Lima, el 6 de agosto de 1830, presentada por la compañía de José María Rodríguez, de la que formaban parte, entre otros, Carmen Aguilar y Concepción Rivas.

## Tema
El título de la obra alude a las malas consecuencias que acarrea una educación descuidada, tanto en los varones como en las mujeres, especialmente en el plano moral.

## Personajes
Son los siguientes:
- Don Feliciano, malhumorado y oportunista, padre de Pepita.
- Doña Juana, esposa de don Feliciano, matrona de débil carácter.
- Pepita, frívola joven limeña, aficionada al baile de la zamacueca.
- Don Eduardo, rico comerciante inglés, pulcro y atildado, novio de Pepita.
- Bernardo Perales o simplemente Bernardito, sobrino de don Feliciano y pretendiente de Pepita. Es un joven lleno de los defectos y vicios de la nueva generación.
- Don Manuel, hermano de doña Juana.
- Perico, negro bozal (es decir, esclavo recién venido de África).

## Argumento
Don Feliciano y su esposa doña Juana, junto con su hija soltera Pepita, conforman una típica familia de clase alta de Lima, pero sin mayores luces.
Los padres acuerdan casar a su hija Pepita con Bernardo (sobrino de don Feliciano). Todo ello solo por interés económico, ya que don Feliciano ha dispuesto de los bienes de Bernardo y tenía así la oportunidad de resolver sus deudas.
El asunto toma otro giro cuando don Manuel, hermano de doña Juana, llega anunciando una noticia increíble: El inglés don Eduardo, rico comerciante, está prendado de Pepita y quiere convertirla en su esposa. Llevados por la codicia, los padres y la misma Pepita aceptan al nuevo galán y acuerdan el matrimonio.
Pero cuando todos asisten a una fiesta, donde Pepita luce sus cualidades de eximia bailarina de zamacueca (considerado un baile liviano u obsceno), el circunspecto don Eduardo, escandalizado, se decepciona de su novia y rompe el compromiso.
A don Feliciano solo le queda como única esperanza su sobrino Bernardo. Llega entonces el negro Perico, trayéndole una carta de Bernardo, donde este le informa que se marcha y que le iniciará juicio para que le restituya sus bienes. Para colmo, se descubre que Bernardito tiene como amante a una mulata y varios hijos con ella. Lloran las dos mujeres que son consoladas por don Manuel.

## Valoración
Esta obra marcó el inicio del teatro nacional peruano. Hasta entonces solo se llevaban a escena obras españolas, clásicas y modernas.
El autor satiriza con mucho humor la deficiente educación de los criollos peruanos, un tema especialmente sensible entonces, cuando el Perú acababa de independizarse de España y necesitaba contar con gente preparada y honesta para dirigir la República. 
Al mismo tiempo ridiculiza la zamacueca, un baile entonces de moda, al que considera demasiado lascivo y propio de la gente de clase inferior.

## Polémica con Larriva
No bien se estrenó la comedia, cuando el escritor José Joaquín de Larriva, desde las columnas del Mercurio Peruano, atacó a Pardo, acusándole de haber ofendido a los limeños y a su idiosincrasia. Pardo se defendió, refutando la crítica, pero Larriva siguió implacable, ridiculizando a su rival tanto en prosa como en verso, y aplicándole el apodo de Bernardito, es decir el nombre del mismo personaje de su comedia.
Ingeniosamente, Larriva imaginó una segunda parte de la obra, en la que Bernardito viaja a España, de donde regresa hinchado con la ciencia que ha aprendido (alusión directa a Pardo, que acababa de llegar de España, donde había cursado sus estudios). Larriva lo ridiculiza en estos versos:

Ven, Bernardito, a regar
el patrio suelo querido
con las luces que has bebido
en el Atlántico mar.

Ven, Bernardito, a abismar
al que estudió en el Perú
con lo que estudiaste tú
en el Atlántico Mar.
Ven, Bernardito, a enseñar
nuevas costumbres y usos
con tus talentos infusos 
en el Atlántico mar.

Ven, Bernardo, a desterrar
añejas preocupaciones
con las que oíste lecciones
en el Atlántico mar.
Mercurio Peruano, N.º 910, Lima, 15 de septiembre de 1830.

La polémica derivó en el intercambio de insultos, e incluso se llegó a los golpes físicos, en los que Larriva, que era de más edad que Pardo, llevó la peor parte.
Las críticas no arredraron a Pardo, quien escribió dos comedias más, aunque solo estrenó una de ellas: Don Leocadio o el Aniversario de Ayacucho, en 1833. De todos modos, algo debió afectarle, pues si bien continuó dedicado a las tareas literarias a lo largo de casi tres décadas, no volvió a escribir ninguna comedia.